# 聖羅莎 (聖胡安省)
聖羅莎（西班牙語：Santa Rosa），是阿根廷的城鎮，位於該國西部聖胡安省，是五月二十五日縣的首府，海拔高度592米，該地區的地震活動頻繁和低強度，2001年人口3,318。